# 薩德基 (茲維亞赫爾區)
50°50′50″N 27°43′57″E / 50.84722°N 27.73250°E
薩德基（羅馬化：Sadky）是烏克蘭北部日托米爾州茲維亞赫爾區葉米利奇內市鎮的村莊。該村面積1.21平方公里，海拔高度217米，2001年人口271，人口密度每平方公里224.52人。